# Bellows Falls
Bellows Falls es una villa ubicada en el condado de Windham en el estado estadounidense de Vermont. En el año 2010 tenía una población de 177 habitantes y una densidad poblacional de 49 personas por km².

## Geografía
Bellows Falls se encuentra ubicada en las coordenadas 43°7′59″N 72°27′3″O / 43.13306, -72.45083.

## Demografía
Según la Oficina del Censo en 2000 los ingresos medios por hogar en la localidad eran de $29,608 y los ingresos medios por familia eran $45,688. Los hombres tenían unos ingresos medios de $29,137 frente a los $22,340 para las mujeres. La renta per cápita para la localidad era de $15,276. Alrededor del 12.6% de la población estaban por debajo del umbral de pobreza.